# コンバット・ロック
『コンバット・ロック』（Combat Rock）は、ザ・クラッシュの5作目のスタジオ・アルバム。
オリジナル・メンバーが揃っての最後のアルバムであり、この後にトッパー・ヒードンが薬物のためクビになり、ミック・ジョーンズもバンドを追い出されることになる。
『ロンドン・コーリング』から『サンディニスタ!』と続いた、多様なスタイルの音楽を取り入れる路線を継承している。イギリスではアルバムチャートに23週間ランクインし、最高位は2位。アメリカでは61週で最高7位となり、プラチナアルバムとなった。

## 概要
『コンバット・ロック』は当初『ラット・パトロール・フロム・フォート・ブラッグ』というタイトルで2枚組アルバムとして計画されていた。しかしこの案はバンド内での議論により破棄された。最初のカットはミック・ジョーンズのプロデュースで制作されたが、他のメンバーはこの出来に不満で、プロデュースはグリン・ジョンズの手に委ねられた。この時点でアルバムが1枚組になることが決定した。オリジナルカットは後に流出し、海賊盤として出回った。
ジャケット写真は、バンドの1982年の「ファー・イースト」ツアーの際に、バンコク近郊の砂漠を走る線路でペニー・スミスが撮ったものである。
カタログナンバーの "FMLN2" は『サンディニスタ!』と同じようにエルサルバドルの政党ファラブンド・マルティ民族解放戦線 (Frente Farabundo Marti para la Liberacion Nacional, FMLN) の頭文字から取っている。
2000年1月に他のアルバム同様、LP盤で再発売されている。
作家のマーカス・グレイによると、「レッド・エンジェル・ドラグネット」は1982年1月にガーディアン・エンジェルスニューヨーク支部のフランク・メルヴィンが射殺されたことに触発されたものである。曲中には1976年の映画『タクシードライバー』の主人公トラヴィス・ビックルに関する引用も多くみられる。ビックルは映画の終盤でモヒカン刈りにしており、ストラマーもアルバムのプロモーションでこの髪型にしている。
「ゲットーの被告人」ではビート詩人のアレン・ギンズバーグを起用した。彼はニューヨークでのアルバムのサポートツアーでこの曲を演じた。
オリジナルのアメリカ盤では「イノキュレイテッド・シティ」は2分43秒の完全版である。このヴァージョンにはテレビ・コマーシャルや水洗便所の音が「2000フラッシュ」として含まれている。メーカーからこれらの音の著作権に関するクレームがつき、2分11秒に編集された。初期ヴァージョンは特別デザインのラベルで10万枚プレスされたが、アルバム売上中のほとんどは、編集済みで変哲もないエピックのブルーラベルに変えられたヴァージョンである。この完全版は、シングル「ステイ・オア・ゴー」のアメリカ盤B面にも収録されている。アメリカ盤CDの初期版は編集済みだが、2000年にリマスタリングして再発売されたものは完全版が収録されている。ただし、CDパッケージ上には何の記載も無い。

## 評価
プロによるレヴュー：
- Q誌で5点満点中の3点を得た[4]。
- オルタナティブ・プレス誌で5点満点中の3点を得た[5]。
- CMJ誌の「1982年に最も聴かれたアルバムトップ20」で5位になった[6]。

## 収録曲
特記のない限り全曲ザ・クラッシュ作。

### サイド1
1. 権利主張 (Know Your Rights)（ストラマー/ジョーンズ） - 3:39
2. カー・ジャミング (Car Jamming) - 3:58
3. ステイ・オア・ゴー (Should I Stay or Should I Go?) - 3:06
4. ロック・ザ・カスバ (Rock the Casbah) - 3:44
5. レッド・エンジェル・ドラグネット (Red Angel Dragnet) - 3:48
6. ストレイト・トゥ・ヘル (Straight to Hell) - 5:30

### サイド2
1. オーヴァーパワード・バイ・ファンク (Overpowered by Funk) - 4:55
2. アトム・タン (Atom Tan) - 2:32
3. シーン・フリン (Sean Flynn) - 4:30
4. ゲットーの被告人 (Ghetto Defendant) - 4:45
5. イノキュレイテッド・シティ (Inoculated City) - 2:43（2分11秒に編集されているアルバムもある）
6. デス・イズ・ア・スター (Death Is a Star) - 3:08

サイド1の1,2,4,6曲目とサイド2の1,2,4,6曲目はジョー・ストラマーが歌う。サイド1の3曲目はミック・ジョーンズ。サイド1の5曲目はポール・シムノン。サイド2の3,5曲目はジョーンズとストラマー。

### 海賊盤『ラット・パトロール・フロム・フォート・ブラッグ』収録曲
1. ビューティフル・ピープル・アー・アグリー・トゥー (The Beautiful People are Ugly Too) - 3:45
2. キル・タイム (Kill Time) - 4:58
3. ステイ・オア・ゴー (Should I Stay or Should I Go?) - 3:05
4. ロック・ザ・カスバ (Rock the Casbah) - 3:47
5. 権利主張 (Know Your Rights)（延長版） - 5:04
6. レッド・エンジェル・ドラグネット (Red Angel Dragnet) - 6:12
7. ゲットーの被告人 (Ghetto Defendant) - 6:17
8. シーン・フリン (Sean Flynn) - 7:30
9. カー・ジャミング (Car Jamming) - 3:53
10. イノキュレイテッド・シティ (Inoculated City) - 4:32
11. デス・イズ・ア・スター (Death Is a Star) - 2:39
12. ウォーク・エヴィル・トーク (Walk Evil Talk) - 7:37
13. アトム・タン (Atom Tan) - 2:45
14. オーヴァーパワード・バイ・ファンク (Overpowered by Funk) （デモ）- 1:59
15. イノキュレイテッド・シティ (Inoculated City) （未編集）- 2:30
16. ファースト・ナイト・バック・イン・ロンドン (First Night Back in London) - 2:56
17. クール・コンフュージョン (Cool Confusion) - 3:10
18. ストレイト・トゥ・ヘル (Straight to Hell)（延長版） - 6:56

## 受賞
| 認定者           | 賞                 | 枚数      |
| ---------------- | ------------------ | --------- |
| RIAA（アメリカ） | ダブル・プラチナム | 2,000,000 |

## メンバー
- ミック・ジョーンズ - ギター、ボーカル
- ジョー・ストラマー - ギター、ボーカル
- ポール・シムノン - ベース、ボーカル
- トッパー・ヒードン - ドラムス、「ロック・ザ・カスバ」でピアノとベース

### サポートミュージシャン
- アレン・ギンズバーグ - ゲストボーカル（「ゲットーの被告人」）
- フューチュラ2000 - ゲストボーカル（「オーヴァーパワード・バイ・ファンク」）
- エレン・フォーリー - バッキングボーカル（「カー・ジャミング」）
- ジョー・エリー - バッキングボーカル（「ステイ・オア・ゴー」）
- タイモン・ドッグ - ピアノ（「デス・イズ・ア・スター」）
- ポリー・マンデル - キーボード（「オーヴァーパワード・バイ・ファンク」）
- ゲイリー・バーナクル - サックス（「シーン・フリン」）